# Новоафонський монастир
Новоафонський монастир св. Пантелеймона — грузинський православний монастир, заснований у 1875 році ченцями обителі св. Пантелеймона, розташованого на горі Афон в Греції.

## Історія
Будівництво монастирського комплексу розпочалося у 1884 році і завершене у 1896 році. Обсяг робіт був величезним — за для розчищення майданчика потрібно було зрізати частину гори і вивезти десятки тисяч тонн землі і гірської породи. Завдання ускладнювалася тим, місце майбутнього монастиря перебувало на значному підвищенні і не мало зручних під'їзних шляхів. Але всі роботи було виконано за 12 років.
До будівництва монастиря також доклав руку імператор Олександр III. Музичні куранти найвищої вежі (дзвіниця у центрі західного корпусу) Ново-Афонського монастиря є подарунком Олександра III.
Під дзвонярською вежею розташована колишня монастирська трапезна, стіни якої, як й у маленьких церквах, розписані фресками, виконаними відомими волзькими майстрами — братами Оловянниковими.
У центрі чотирикутника, утворенного корпусами монастиря, височіє Пантелеймоновський собор, побудований у 1888–1900 роках. Його вінчають п'ять куполів; висота центрального — 40 метрів. Довжина собору — 53.3 м, ширина — 33.7 м. Його споруджено у так званому неовізантійському стилі, дуже розповсюдженему у російському церковному зодчестві кінця XIX — початку XX століття. Зсередини стіни розписані в 1911–1914 роках майстрами з села Палех Володимирської губернії і групою московських художників під керівництвом Молова й Серебрякова. Пантелеймоновський собор є найбільшою культовою спорудою Абхазії.
Загалом у обителі шість храмів: надбрамний храм — Вознесіння Господнього, храм св. Апостола Андрія Первозванного, храм на вшанування преподобних отців афонських, храм в ім'я мученика Іїрона і храм на вшанування ікони Божої Матері «Ізбавительниця».
Монастир побудували біля древнього храму апостола Симона Кананіта, де під спудом спочивають його святі мощі. Неподалік храму розташована печера, у якій за переказами, усамітнювався і молився Симон Кананіт. Печеру цю у 1884 році освятили водосвяттям, у ній поставлена ікона святих апостолів Андрія Клюєва та Симона, іменем яких вона зветься з здавна.
На 1917 рік Новоафонський монастир був одним з головних духовних центрів Кавказу.